# والتر ريد (سياسي)
والتر ريد هو سياسي كندي، ولد في 22 فبراير 1869 في بوأرنوا في كندا، وتوفي في 16 يناير 1945 في مونتريال في كندا. حزبياً، نشط في حزب كيبيك الليبرالي. وقد انتخب عضو الجمعية الوطنية في كيبك ‏.